# Mette-Marit
Mette-Marit, księżna koronna Norwegii (ur. 19 sierpnia 1973 w Kristiansand jako Mette-Marit Tjessem Høiby) – żona następcy tronu Norwegii, księcia Haakona. Ma z nim dwoje dzieci – Ingrid Aleksandrę (ur. 2004) i Sverre’a Magnusa (ur. 2005), którzy zajmują kolejno drugie i trzecie miejsce w linii sukcesji do norweskiego tronu.

## Powiązania rodzinne
Mette-Marit Tjessem Høiby urodziła się 19 sierpnia 1973 w Kristiansand.
Jej rodzicami są Sven Olaf Bjarte Høiby (zm. 2007), norweski dziennikarz i jego pierwsza żona, Marit Tjessem, urzędniczka bankowa.

### Religia
Została ochrzczona w wierze luterańskiej.
Jest matką chrzestną przynajmniej dwóch osób:
- książę Krystian Waldemar Henryk Jan z Danii (ur. 2005), syn pary królewskiej Danii[3];
- Oskar Karol Olaf, książę Skanii (ur. 2016), syn księcia Västergötlandu i księżnej koronnej Szwecji[4].

### Edukacja
W latach 2002–2003 kontynuowała swoją edukację w Londynie na SOAS, Uniwersytecie Londyńskim.
W 2012 ukończyła studia na Norwegian Business School.

## Życie prywatne
13 stycznia 1997 urodziła syna, Mariusa Borga Høiby, którego ojcem jest jej ówczesny partner, Morten Borg.
W połowie lat 90. XX w. w czasie festiwalu muzycznego w Kristiansand poznała Haakona, księcia koronnego Norwegii, syna Haralda V, króla Norwegii i Sonji, królowej Norwegii. Zostali parą po kolejnym spotkaniu w 1999, a wkrótce zamieszkali razem. Ich zaręczyny ogłoszono 1 grudnia 2000. Mette-Marit otrzymała pierścionek, który wcześniej należał do Marty, księżnej koronnej Norwegii i do królowej Sonji.
23 sierpnia 2001 narzeczeni zorganizowali przyjęcie z udziałem przedstawicieli zagranicznych rodzin królewskich, w czasie którego król Harald V podarował im posiadłość Skaugum.
25 sierpnia Mette-Marit i Haakon zawarli związek małżeński w wierze luterańskiej. Ceremonia miała miejsce w katedrze w Oslo. Funkcję świadka pełnił Fryderyk, książę koronny Danii, natomiast świadkową została Linda Tånevik, przyjaciółka panny młodej. Tjessem Høiby otrzymała tytuł Jej Królewskiej Wysokości Księżnej Koronnej Norwegii.
Para spędziła miesiąc miodowy w Stanach Zjednoczonych. Marius, syn Mette-Marit, zamieszkał razem z matką na dworze królewskim.
Pod koniec 2002 książę i księżna przeprowadzili się do Londynu, gdzie mieszkali przez rok i kontynuowali swoją edukację.
4 lipca 2003 podano do wiadomości, że książę i księżna spodziewają się narodzin pierwszego wspólnego dziecka. Potomek, niezależnie od płci, miał zająć drugie miejsce w linii sukcesji norweskiego tronu i zostać w przyszłości władcą państwa. 21 stycznia 2004 w Oslo University Hospital urodziła się księżniczka Ingrid Aleksandra.
25 kwietnia 2005 Pałac Królewski ogłosił kolejną ciążę księżnej. Książę Sverre Magnus przyszedł na świat 3 grudnia 2005 w Oslo i został pierwszym norweskim księciem w dziejach, który nie wyprzedził swojej starszej siostry w kolejności dziedziczenia tronu.
22 lipca 2011 jej przybrany brat, Trond Berntsen, policjant, zginął w atakach terrorystycznych na wyspie Utøya.
12 stycznia 2017 księżna wydała oświadczenie, w którym skrytykowała media za naruszanie prywatności jej starszego syna. Marius podjął naukę w Stanach Zjednoczonych i zdecydował, że nie będzie pełnił oficjalnych obowiązków w rodzinie królewskiej.

## Księżna koronna Norwegii
Po ślubie z księciem Mette-Marit otrzymała tytuł Jej Królewskiej Wysokości Księżnej Koronnej Norwegii. Od tej pory bierze udział w oficjalnych wystąpieniach, reprezentując norweskiego monarchę.
Odznaczona m.in. Krzyżem Wielkim Orderu Zasługi Rzeczypospolitej Polskiej (2003).
W 2006 została ogłoszona Międzynarodowym Ambasadorem Dobrej Woli UNAIDS, z czym związana jest część jej działań. Uczestniczy w wydarzeniach dotyczących zakażenia wirusem HIV oraz chorobą AIDS i odbywa podróże zagraniczne, promując wiedzę wśród ludzi (Szwajcaria w kwietniu 2006, Nikaragua w listopadzie 2007 i Ukraina w październiku 2008).

### Wizyty dyplomatyczne
- Wielka Brytania – w maju 2001, jako narzeczona księcia Haakona, brała udział w dyplomatycznej wizycie królowej Elżbiety II;
- Rosja – w październiku 2003 Mette-Marit razem z mężem udała się do Moskwy i Sankt Petersburga[17];
- Włochy – we wrześniu 2004 w Oslo przebywał prezydent Włoch z żoną;
- Japonia – w maju 2005 uczestniczyła w wizycie do Norwegii cesarza i cesarzowej Japonii;
- Polska – w maju 2005 para książęca i królowa Norwegii przybyli do Polski; zostali powitani przez prezydenta Aleksandra Kwaśniewskiego, odwiedzili Warszawę i Kraków[18];
- Wielka Brytania – w październiku 2005 norweska rodzina królewska przebywała z wizytą w Wielkiej Brytanii z okazji setnej rocznicy uzyskania przez Norwegię niepodległości od Szwecji;
- Korea Południowa – w maju 2007 Haakon i Mette-Marit odbywali wizytę dyplomatyczną do tego kraju;
- Meksyk – w marcu 2009 para książęca udała się z wyprawą stanową do Meksyku;
- Rosja – w kwietniu 2010 w Oslo przebywał prezydent państwa z żoną;
- Holandia – w czerwcu 2010 do Norwegii przybyli przedstawiciele holenderskiej rodziny królewskiej;
- Szwajcaria – w październiku 2010 brała udział w dyplomatycznej wizycie prezydent tego kraju;
- Litwa – w kwietniu 2011 w Norwegii gościła prezydent kraju;
- Ghana – w kwietniu 2011 para książęca udała się z wizytą do Ghany;
- Luksemburg – w maju 2011 księżna uczestniczyła w oficjalnej wizycie do Norwegii wielkiego księcia i wielkiej księżnej;
- Południowa Afryka – w sierpniu 2011 do Oslo przyjechała delegacja z Republiki Południowej Afryki;
- Wielka Brytania – w marcu 2012 do Oslo przybyli książę Walii i księżna Kornwalii;
- Finlandia – w październiku 2012 gościła w Oslo prezydenta, pierwszą damę i premiera Finlandii;
- Wietnam – w marcu 2014 księżna i książę przebywali z oficjalną wizytą w państwie;
- Indie – w październiku 2014 do Oslo przyjechał prezydent Indii;
- Wielka Brytania – w lutym 2018 gościła w kraju księcia i księżną Cambridge.

### Patronaty
- Jest patronem Norweskiego Czerwonego Krzyża[19].
- Jest patronem festiwalu filmowego Amandus, w którym wzięła udział w 2010 i 2017[20].

### Związki z innymi rodzinami królewskimi
Była gościem ceremonii zaślubin: księcia Konstantyna z Holandii z Laurencją Brinkhorst (Haga, 2001), Willema-Aleksandra, księcia Oranii z Maksymą Zorreguiettą (Amsterdam, 2002), Filipa, księcia Asturii z Letycją Ortiz Rocasolano (Madryt, 2004), Fryderyka, księcia koronnego Danii z Marią Donaldson (Kopenhaga 2004), księcia Joachima z Danii z Marią Cavallier (Mogeltonder, 2008), Daniela Westlinga z Wiktorią, księżną koronną Szwecji (Sztokholm, 2010), Alberta II, księcia Monako z Charlene Wittstock (Monako, 2011), Wilhelma, dziedzicznego wielkiego księcia Luksemburga z hrabianką Stefanią de Lannoy (Luksemburg, 2012), Christophera O’Neill z Magdaleną, księżną Hälsinglandu i Gästriklandu (Sztokholm, 2013) i Karola Filipa, księcia Värmlandu z Zofią Hellqvist (Sztokholm 2015).
Reprezentowała dwór norweski w czasie uroczystości pogrzebowych: Klausa, księcia Niderlandów (Delft, 2002), hrabiego Fleminga z Rosenborga (Kopenhaga, 2002) i księcia Karola Bernadotte (Daneryd, 2003).
Jest matką chrzestną między innymi księcia Krystiana z Danii i Oskara, księcia Skanii.

### Media
W maju 2003 razem z mężem wzięła udział w sesji zdjęciowej dla Vanity Fair, której autorem był Mario Testino.
W sierpniu 2006 zrealizowano program dokumentalny, skupiony wokół życia księżnej, zatytułowany The Cinderella of Our Time. Program wyemitowała norweska stacja TV2.

### Kontrowersje
Związek Mette-Marit z następcą norweskiego tronu wywołał kontrowersje z powodu tego, że kobieta nie miała szlacheckiego pochodzenia, była samotną matką, jej poprzedni partner zamieszany był w handel narkotykami, a dodatkowo zamieszkała z Haakonem jeszcze przed ślubem. W sierpniu 2001 Tjessem przeprosiła przyszłych poddanych za swoje działania z przeszłości.
4 grudnia 2019 księżna wydała oświadczenie, w którym przyznała, że żałuje swoich kontaktów z Jeffreyem Epsteinem, amerykańskim biznesmenem, oskarżonym o przestępstwa seksualne. Dodała, że spotykała się z nim kilkakrotnie w latach 2011–2013. Wypowiedź księżnej miała miejsce kilka dni po tym, gdy Andrzej, książę Yorku z powodu znajomości z mężczyzną wycofał się z życia publicznego i pełnienia oficjalnych obowiązków.

## Zdrowie
29 października 2018 rodzina królewska wydała oświadczenie, w którym poinformowali, że u księżnej koronnej rozpoznano idiopatyczne włóknienie płuc.

## Odznaczenia

### Norweskie
- Krzyż Wielki z Łańcuchem Orderu Świętego Olafa (2016)[39][40]
- Medal 100-lecia Domu Królewskiego (2005)[40][41]
- Medal 100-lecia Olafa V (2003)[40]
- Medal Jubileuszowy Króla Haralda V (2016)[40]
- Order Domowy Haralda V[40]

### Zagraniczne
- Order Krzyża Ziemi Maryjnej I klasy (Estonia, 2002)[40][42]
- Krzyż Wielki Orderu Zasługi Rzeczypospolitej Polskiej (Polska, 2003)[40][43]
- Krzyż Wielki Orderu Infanta Henryka (Portugalia, 2004)[40][44]
- Krzyż Wielki Orderu Zasługi Republiki Włoskiej (Włochy, 2004)[40][45]
- Wielka Wstęga Orderu Drogocennej Korony (Japonia, 2005)[40]
- Krzyż Wielki Orderu Gwiazdy Polarnej (Szwecja, 2006)[40]
- Krzyz Wielki Orderu Izabeli Karolickiej (Hiszpania, 2006)[40][46]
- Order Stara Płanina I klasy ze wstęgą (Bułgaria, 2006)[40][47]
- Wielka Złota na Wstędze Odznaka Honorowa za Zasługi dla Republiki Austrii (2007)[40][48]
- Krzyż Wielki Orderu Krzyża Południa (Brazylia, 2007)[40][49]
- Krzyż Wielki Orderu Oranje-Nassau (Holandia, 2010)[40][50]
- Krzyż Wielki Orderu Witolda Wielkiego (Litwa, 2011)[40][51]
- Krzyż Wielki Orderu Zasługi Adolfa Nassauskiego (Luksemburg, 2011)[40][52]
- Krzyż Wielki Orderu Białej Róży Finlandii (Finlandia, 2012)[40]
- Medal Koronacyjny Króla Wilhelma-Aleksandra (Holandia, 2013)[40]
- Order Słonia (Dania, 2014)[40][53]
- Order Gwiazdy Białej I klasy (Estonia, 2014)[40][54]
- Krzyż Uznania I klasy (Łotwa, 2015)[40][55]
- Krzyż Wielki Orderu Sokoła Islandzkiego (Islandia, 2017)[40][56]